# Kinderheim im Borntal

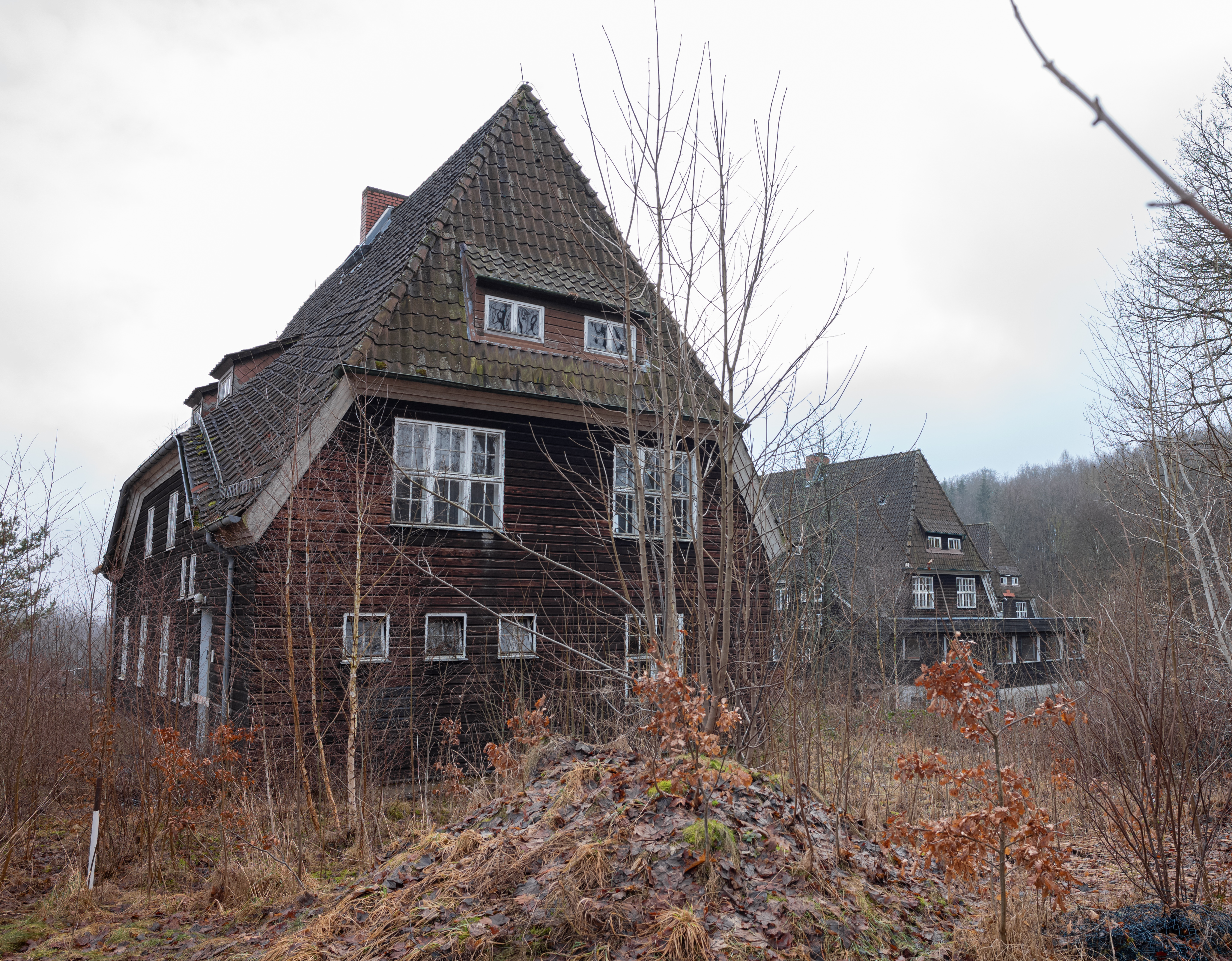
Gebäude des ehemaligen Kinderheims im Borntal, 2022

Das Kinderheim im Borntal, auch Bremer Kinderheim oder Kinderheim Bremen genannt, war ein aus mehreren Gebäuden bestehendes Kindererholungsheim in Bad Sachsa im Harz. Es wurde 1936 von einer Stiftung aus Bremen für Bremer Kinder erbaut und ab 1938 von der Nationalsozialistischen Volkswohlfahrt (NSV) weitergeführt. Nach dem Attentat vom 20. Juli 1944 auf Adolf Hitler kamen mehr als vierzig Kinder aus den Familien der Widerstandskämpfer in dem Heim in Sippenhaft. Nach dem Zweiten Weltkrieg wurde das Kinderheim zu einem Kinderkrankenhaus, dessen Betrieb 1991 eingestellt wurde. Auf dem Gelände entsteht seit 2021 eine Neubebauung mit Ferienhäusern. Bei einem der drei ursprünglichen und heute unter Denkmalschutz stehenden Gebäude des Kinderheims gibt es Pläne, eine Erinnerungsstätte zu den „Kindern des 20. Juli“ einzurichten.

## Geschichte
Die Schaffung des Kindererholungsheims geht auf die Bremer Daniel-Schnakenberg-Stiftung zurück. Sie wurde 1935 vom Bremer Bürgermeister und NSDAP-Politiker Otto Heider nach dem Tod des Kaufmanns Daniel Schnakenberg (1852–1935) gegründet. Er stammte aus Bremen und war Inhaber eines Versicherungsunternehmens in New York, wo er 1935 verstarb. Schnakenberg hatte seiner Vaterstadt 10.000 Dollar vermacht, was dem Wert von etwa 25.000 Reichsmark entsprach. Das Geld sollte seinem Vermächtnis nach für arme Kinder in Bremen verwendet werden. Laut der Satzung der Daniel-Schnakenberg-Stiftung war ihr Ziel, für erholungsbedürftige sowie „rasse- und erbbiologisch nicht belastete“ Bremer Kinder ein Erholungsheim zu errichten. Außerdem sollte es als Bremer Schullandheim dienen. Eingewiesen in das Heim wurden auch Kinder aus Bremen, die an Tuberkulose litten.  Die vermachten 10.000 Dollar bildeten den Grundstock für die Errichtung des Heims.

### Erbauung und Betrieb
Erbaut wurde das Kindererholungsheim nach den Plänen von zwei Architekten aus Bremen und von Unternehmen aus Bad Sachsa. Es entstand in den Jahren 1936 und 1937 am nordöstlichen Ortsrand von Bad Sachsa im Borntal auf zwei Grundstücken mit einer Gesamtgröße von 8 Hektar. Das Heim bestand aus acht Holzhäusern im Schwarzwaldstil und bot Platz für 200 Kinder. Es handelte sich um sieben Unterbringungshäuser und ein Wirtschaftsgebäude in Leichtbauweise als Holzständerbauten. Die beiden auf dem Areal bereits bestehenden Gebäude dienten als Verwaltungsgebäude und Isolierstation.
Das Heim wurde nach Fertigstellung der ersten drei Häuser am 19. Juli 1936 eingeweiht. Zuvor hatte auf dem Gelände ein Zeltlager der Hitlerjugend stattgefunden. An der Einweihung nahmen der Bremer Bürgermeister, der örtliche Bürgermeister und Vertreter der Hitlerjugend und der Nationalsozialistischen Volkswohlfahrt teil. Ende 1936 wurde die Daniel-Schnakenberg-Stiftung aufgelöst und das Heim kam an die Stadt Bremen. Die endgültige Fertigstellung der Baulichkeiten erfolgte 1937. 1938 übernahm die Nationalsozialistische Volkswohlfahrt das Heim und stellte das Personal.

## Internierungsort für Kinder von Widerstandskämpfern gegen den Nationalsozialismus
Nach dem Attentat vom 20. Juli 1944 auf Adolf Hitler hielt Heinrich Himmler als Reichsführer SS bei einer Gauleitertagung am 3. August 1944 in Posen eine Rede zur Einführung der Sippenhaft bei den beteiligten Familien. Die Sonderkommission 20. Juli, die zum gescheiterten Attentat vom 20. Juli 1944 ermittelte, rechnete mit bis zu 200 Kindern von am Umsturz Beteiligten. Das Kinderheim in Bad Sachsa geriet in die Wahl wegen seiner Lage innerhalb des Sperrkreises Mittelwerk, in dem die Gestapo besondere Vollmachten innehatte. Das Hochsicherheitsgebiet wurde 1944 um das untertage-verlagerte Mittelwerk mit dem KZ Mittelbau-Dora eingerichtet, wo vor allem die „Vergeltungswaffe 2“ (V2) und andere geheime Rüstungsgüter produziert wurden. Der Sperrkreis hatte anfangs einen Durchmesser von rund 50 km und später fast 100 km. Die Gestapo ordnete im August 1944 die Freiräumung des Kinderheims von der üblichen Belegung aufgrund einer geplanten „Sonderbelegung“ an. Im August und September 1944 wurden 44 Kinder und Jugendliche sowie im Februar 1945 zwei weitere Kinder in das Kinderheim im Borntal verschleppt und dort in Sippenhaft interniert. Es waren überwiegend die Kinder und in zwei Fällen Enkelkinder der Attentatsbeteiligten. Die Väter der Kinder waren als Verschwörer festgenommen und zum Teil bereits hingerichtet worden. Die Mütter der Kinder und die älteren Geschwister befanden sich als „Sippenhäftlinge“ in Konzentrationslagern oder Gefängnissen. Die verschleppten Kinder waren im Alter von einem Monat bis zu 15 Jahren. Sie wurden nach Alter und Geschlecht getrennt in verschiedenen Häusern untergebracht. Die Kinder bekamen neue Familiennamen und die jüngeren Kinder auch neue Vornamen. Es war ihnen verboten, über ihre Vergangenheit zu reden. Es gab keinen Schulunterricht für die Kinder. Die Internierung erfolgte unter strengster Geheimhaltung, Kindererzieherinnen sowie Kinderpflegerinnen des Heims waren zur Verschwiegenheit verpflichtet. Die Verschleppung der Kinder diente auch als Druckmittel, um aus den Erwachsenen Namen von Beteiligten der Verschwörung herauszupressen. Ursprünglich war vorgesehen, die jüngeren Kinder zur Adoption in SS-Familien freizugeben und die älteren Kinder in Nationalpolitischen Erziehungsanstalten unterzubringen. Im Jahr 1944 grassierte im Heim eine Diphtheriewelle. Die erkrankten Kinder wurden in eine Quarantänebaracke gesperrt, wo sie auf Fußbodenmatratzen liegen mussten. Die Betreuung bestand hier nur darin, dass man ihnen in Abständen eine Milchkanne in den Raum stellte.

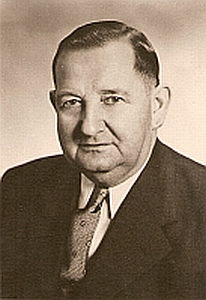
Bürgermeister Willi Müller

Ab Oktober 1944 wurde die Sippenhaft für die Kinder wie auch für die Ehefrauen der Verschwörer bis auf einige Ausnahmen durch Freilassungen gelockert. Die Gründe dafür sind bis heute nicht bekannt. Bis Dezember 1944 konnten 28 Kinder Bad Sachsa verlassen und in ihre Familien zurückkehren. Bei der Annäherung alliierter Truppen an Bad Sachsa Anfang April 1945 befanden sich im Heim noch 18, anderen Angaben zufolge 14 Kinder. Darunter waren die Kinder von Claus Schenk Graf von Stauffenberg, die in jedem Fall in Haft bleiben sollten. Die verbliebenen Kinder wurden am 3. April 1945 mit einem Lkw nach Nordhausen gefahren, um sie per Bahn in das KZ Buchenwald zu verbringen. Da der Bahnhof in Nordhausen an dem Tag durch einen Bombenangriff zerstört worden war und der Lkw in einen Luftangriff geriet, wurden die Kinder nach Bad Sachsa zurückgebracht. Dort besetzten am 12. April 1945 US-amerikanische Truppen in einer Stärke von 4000 Mann die Stadt und befreiten die Kinder im Heim, das die Wehrmacht einen Tag vorher verlassen hatte. Der von den Amerikanern ernannte Bürgermeister Willi Müller stellte die Kinder unter seinen persönlichen Schutz. Wegen der Kriegs- und Nachkriegswirren konnten sie zum Teil erst nach Monaten zu ihren Angehörigen zurückkehren.

## Die Widerstandskämpfer und ihre internierten Kinder
Die folgende Tabelle gibt eine Übersicht über die internierten Kinder des Kinderheims im Borntal:
| Robert Bernardis                              | - Heinz (4 Jahre) und - Lore (6 Jahre) vom 27. August 1944 – 26. Oktober 1944                                                                           |
| Wilhelm Dieckmann                             | - Waltraud (7 Jahre), - Dorothea (11 Jahre) und - Arnd-Heinrich (13 Jahre) von Anfang September 1944 – Anfang Oktober 1944                              |
| Ludwig Gehre                                  | - Hildegard (20 Monate) und - Renate Henke, Stieftochter (5 Jahre) nach dem 12. August 1944 – 10. November 1945                                         |
| Wessel Freytag von Loringhoven                | - Andreas (14 Monate), - Wessel (2 Jahre), - Axel (8 Jahre) und - Nicolai (9 Jahre) von Anfang August 1944 – Mitte Oktober 1944                         |
| Carl Friedrich Goerdeler (Großvater)          | - Carl (16 Monate) und - Rainer Johannes Christian (3 Jahre) vom 7. Februar 1945 – 28. Juli 1945                                                        |
| Albrecht von Hagen                            | - Helmtrud (8 Jahre) und - Albrecht (11 Jahre) von August 1944 – Mitte November 1944                                                                    |
| Georg Alexander Hansen                        | - Dagmar (25 Tage), - Frauke (2 Jahre), - Karsten (6 Jahre), - Wolfgang (8 Jahre) und - Hans-Georg (11 Jahre) von Mitte August 1944 – Ende Oktober 1944 |
| Paul von Hase                                 | - Friedrich-Wilhelm (7 Jahre) vom 18. August 1944 – 6. Oktober 1944                                                                                     |
| Egbert Hayessen                               | - Hans-Hayo (2 Jahre) und - Volker (9 Monate) von Mitte August 1944 – nach dem 6. Oktober 1944                                                          |
| Caesar von Hofacker                           | - Liselotte (6 Jahre), - Alfred (9 Jahre) und - Christa (12 Jahre) vom 25. August 1944 – 13. Juni 1945                                                  |
| Heinrich Graf von Lehndorff-Steinort          | - Gabriele Pauline Agnes (20 Monate), - Vera Gottliebe Anna (5 Jahre) und - Maria-Eleonore (6 Jahre) vom 26. August 1944 – Dezember 1944                |
| Fritz Lindemann                               | - Marie-Luise (10 Jahre) vom 26. August 1944 – Dezember 1945                                                                                            |
| Berthold Schenk Graf von Stauffenberg         | - Elisabeth (5 Jahre) und - Alfred (6 Jahre) vom 17. August 1944 – 13. Juni 1945                                                                        |
| Claus Schenk Graf von Stauffenberg            | - Valerie (3 Jahre) - Franz Ludwig (6 Jahre), - Heimeran (8 Jahre) und - Berthold Maria (10 Jahre) vom 17. August 1944 – 13. Juni 1945                  |
| Ulrich Wilhelm Graf Schwerin von Schwanenfeld | - Christoph Andreas (11 Jahre) und - Wilhelm (15 Jahre) vom 15. September 1944 – 7. Oktober 1945                                                        |
| Henning von Tresckow                          | - Adelheid (4 Jahre) und - Uta (13 Jahre) vom 17. August 1944 – 6. Oktober 1944                                                                         |
| Adam von Trott zu Solz                        | - Clarita (9 Monate) und - Anna-Verena (2 Jahre) vom 17. August 1944 – Anfang Oktober 1944                                                              |

Darüber hinaus wurden im Kinderheim zwei Kinder von Walther von Seydlitz-Kurzbach interniert, der dem Bund Deutscher Offiziere angehörte und sich in sowjetischer Kriegsgefangenschaft befand. Es waren Ute (8 Jahre) und Ingrid (10 Jahre) von Seydlitz-Kurzbach, die sich von Mitte September 1944 bis Anfang Januar 1945 in Bad Sachsa befanden.
Weiterhin sind Hans-Gerret (3 Jahre) und Karin Sigrune (5 Jahre) von Dittersdorf bis zum 13. Februar 1945 als Insassen des Kinderheims in Bad Sachsa bekannt. Bei ihrem Vater handelte es sich um den der Korruption verdächtigen SS-Offizier und Major der Schutzpolizei Bruno Ditter von Dittersdorff, der zum Tode verurteilt und bereits am 29. März 1944 hingerichtet worden war.

## Unterbringungsort für NS-Rüstungstechniker
Wegen der britischen Bombenangriffe auf Peenemünde gegen Ende des Zweiten Weltkriegs wurde ab Februar 1945 der Arbeitsstab Dornberger der Heeresversuchsanstalt Peenemünde mit 450 Raketentechnikern, darunter Wernher von Braun, in Bad Sachsa und in der Umgebung untergebracht. Die Rüstungstechniker waren an der Entwicklung der als Vergeltungswaffe bezeichneten A4-Rakete (V2) beteiligt, die im untertage-verlagerten Mittelwerk im nahe gelegenen Kohnstein beim KZ Mittelbau-Dora gefertigt wurde. Ein Teil des Arbeitsstabes war auf dem Gelände des Kinderheims untergebracht, wobei wegen der Geheimhaltung weder die Kinder noch die Rüstungstechniker etwas über den Hintergrund der jeweils anderen Gruppe wussten. Im April 1945 wurden die Raketentechniker nach Süddeutschland verlegt, um den anrückenden alliierten Truppen zu entgehen.

## Nachkriegszeit

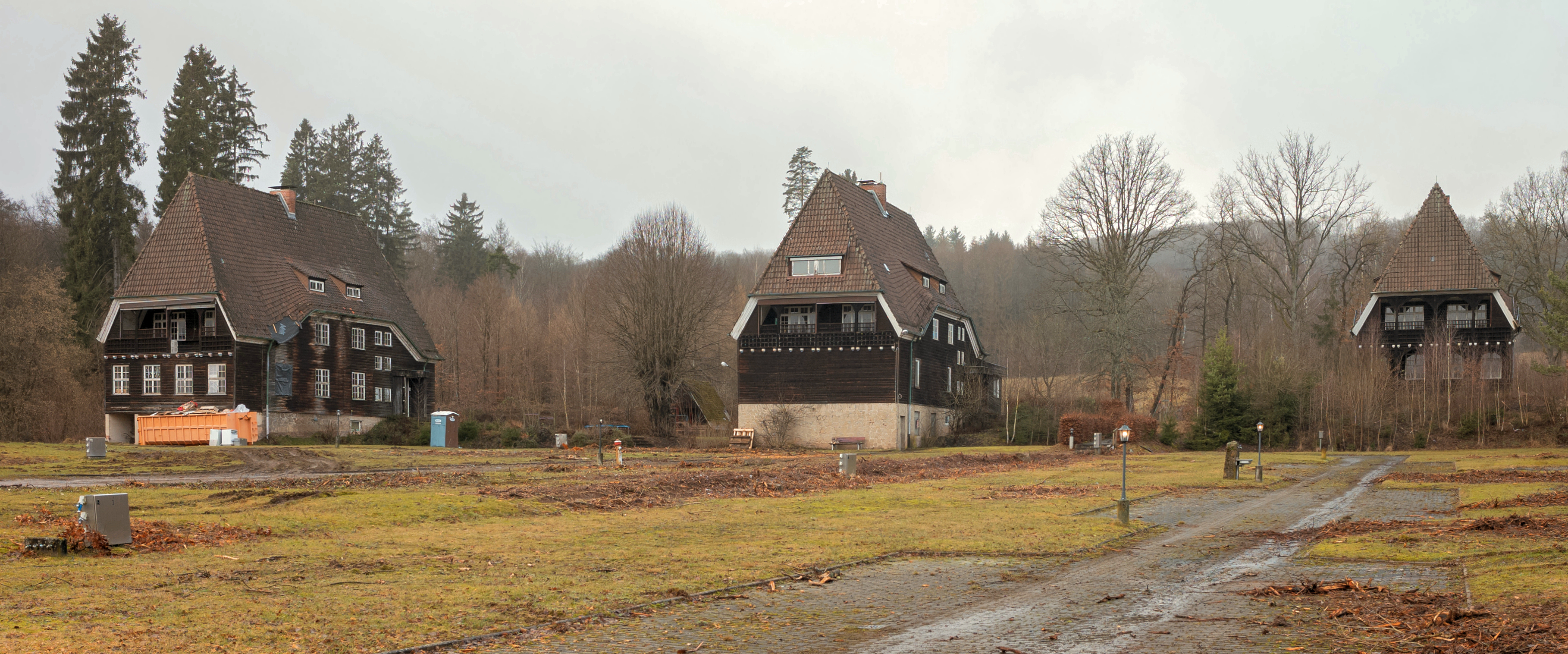
Das Areal des früheren Kinderheims mit den Holzgebäuden Haus 3, Haus 2 und Haus 1 (von links nach rechts), 2022

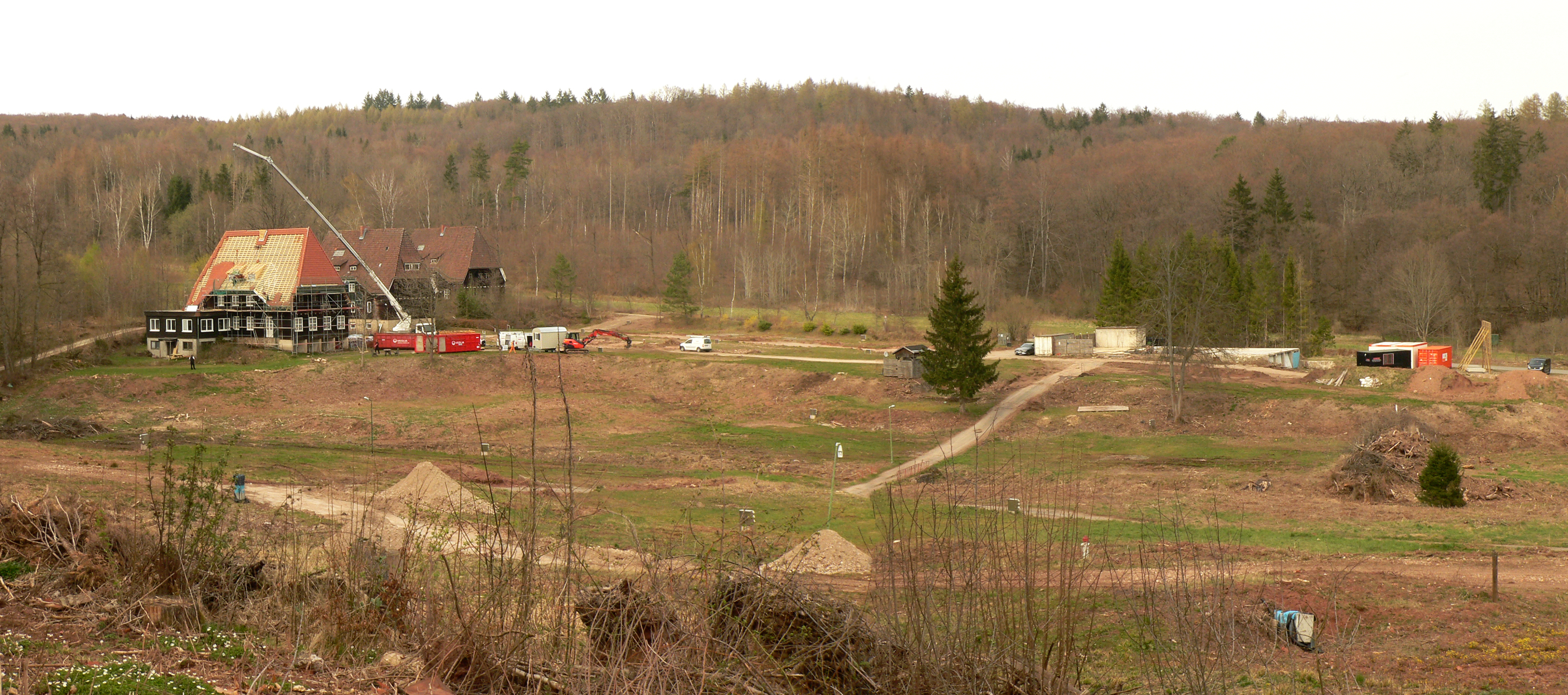
Umgestaltung des leer geräumten Geländes zu einem Ferienpark, 2022

Unmittelbar nach Kriegsende kamen im Kinderheim Flüchtlinge unter. Ende 1945 wurde darin ein Kinderkrankenhaus eingerichtet. Über die aufgenommenen Kinder gibt es unterschiedliche Angaben. Einer Darstellung nach handelte es sich um 53 Kinder aus der im Krieg evakuierten Dresdner Kinderheilanstalt. Einem anderen Bericht zufolge bezog ein Kinderarzt aus Dresden mit 146 Waisen des Bombenkriegs das Kinderheim. 1951 wurden die Gebäude an die neu gegründete Daniel-Schnakenberg-Stiftung rückübertragen. 1952 übernahm das Diakonissen-Mutterhaus „Kinderheil“ aus Bad Harzburg das zur Kinderklinik umgewandelte Heim, das später überregional bekannt wurde und über einen Kreißsaal, eine Intensivstation und eine für damalige Verhältnisse moderne Röntgenstation verfügte. Außerdem entstand auf dem Gelände ein dreistöckiges Schwesternwohnheim.
Nach der Schließung des Krankenhauses 1992 standen die Gebäude leer. Im Jahr 2000 wurde auf dem Gelände ein Campingplatz eingerichtet, wofür zwei Holzhäuser abgetragen wurden. 2019 setzten Abrissarbeiten auf dem weitläufigen Gelände ein. Seit 2021 wird darauf ein Ferienpark mit 83 Ferienhäusern erbaut.

## Erinnerung an die „Kinder des 20. Juli“
In Bad Sachsa geriet die NS-Geschichte des Kinderheims Jahre weitgehend in Vergessenheit. Mitte der 1990er nahm sich der damalige Stadtarchivar und Leiter des Heimatmuseums Bad Sachsa des Themas an. 1998 fand ein erstes Treffen der einst festgehaltenen Kinder auf Initiative der Forschungsgemeinschaft 20. Juli 1944 in Bad Sachsa statt. Daran nahmen unter anderem Wilhelm Graf Schwerin von Schwanenfeld, Berthold Maria Schenk Graf von Stauffenberg, Albrecht von Hagen und Hans-Georg Hansen teil. Danach trafen sich die ins Borntal verschleppten Kinder im größeren Kreis regelmäßig in Bad Sachsa. Nach dem ersten Treffen 1998 setzte eine intensive Spurensuche des Stadtarchivars gemeinsam mit der damaligen Bürgermeisterin ein.
2011 stellte die Gemeinde Rangsdorf vor dem früheren Heim eine Erinnerungstafel zur Sippenhaft der Kinder auf dem Gelände auf. Rangsdorf war der Wohnort des am Attentat beteiligten Georg Alexander Hansen und vom Flugplatz Rangsdorf flog Claus Schenk Graf von Stauffenberg am 20. Juli 1944 zum Attentatsort in der Wolfsschanze bei Rastenburg.
Seit 2016 wird in Bad Sachsa eine Dauerausstellung zu den internierten Kindern und Jugendlichen unter dem Titel „Unsere wahre Identität sollte vernichtet werden“ gezeigt. Sie wurde im Beisein von einst Betroffenen als Zeitzeugen eröffnet. Die Ausstellung ist ein gemeinsames Projekt der Gedenkstätte Deutscher Widerstand, der Stiftung 20. Juli 1944 und der Stadt Bad Sachsa. Laut Günter Winands von der Beauftragten der Bundesregierung für Kultur und Medien zeige die Ausstellung einen „noch nicht viel beachteten Vorgang der nationalsozialistischen Verfolgungsmaschinerie“. Die Ausstellung wurde 2021 auch bei der Gedenkstätte Deutscher Widerstand in Berlin gezeigt.
2017 wurde die zum Kinderheim führende, 380 Meter lange Straße Borntal in Straße des 20. Juli umbenannt. Begründet wurde die Umbenennung mit dem Andenken an die internierten Kinder und Jugendlichen im Borntal und der dauerhaften Würdigung der „Widerstandsleistung der betroffenen Familien gegen das Naziregime“. Auch sei dieses Kapitel der Stadtgeschichte der Öffentlichkeit durch eine Dauerausstellung bekannt und Gebäude des Kinderheims seien noch vorhanden.
Heute (2022) sind von den acht Holzhäusern des Kinderheims drei erhalten, in denen die Kinder und Jugendlichen interniert waren. Sie stehen unter Denkmalschutz und bleiben bei der Neubebauung des Geländes seit 2021 erhalten. Es gibt Pläne zur Einrichtung einer Erinnerungsstätte unter der Bezeichnung „Kinder des 20. Juli“ am historischen Ort in einem der Holzhäuser. Des Weiteren soll ein Neubau entstehen. Das Vorhaben will der Bund mit über 1,1 Millionen Euro fördern. Im Jahr 2024 fehlten noch weitere 800.000 Euro zur Realisierung der Erinnerungsstätte.

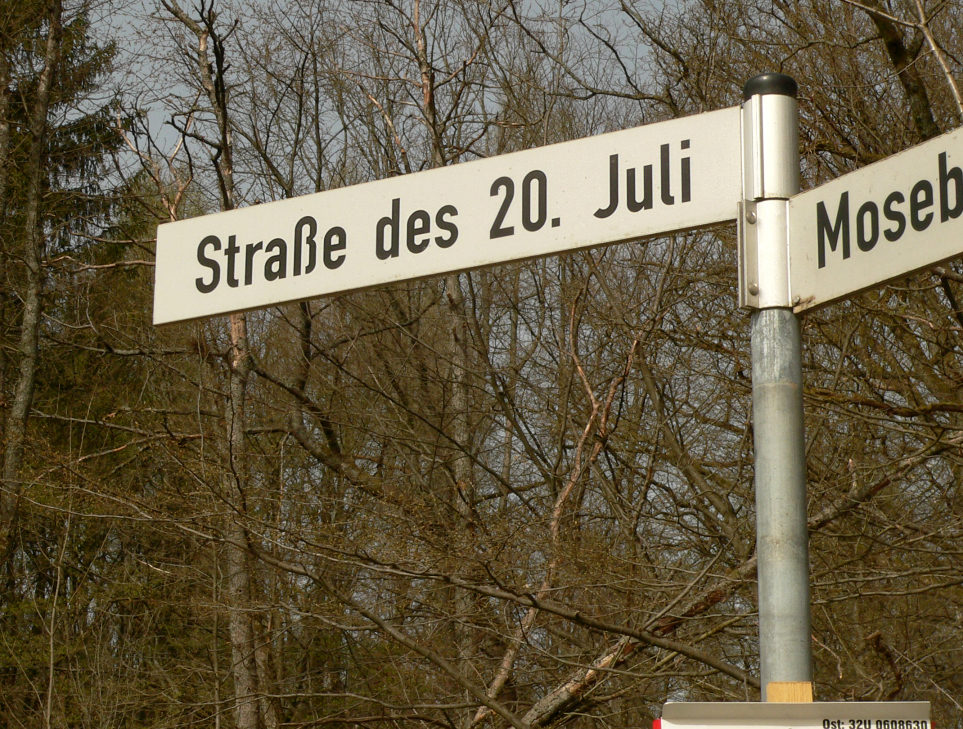
Straßenschild am Gelände des früheren Kinderheims nach der Umbenennung von 2017
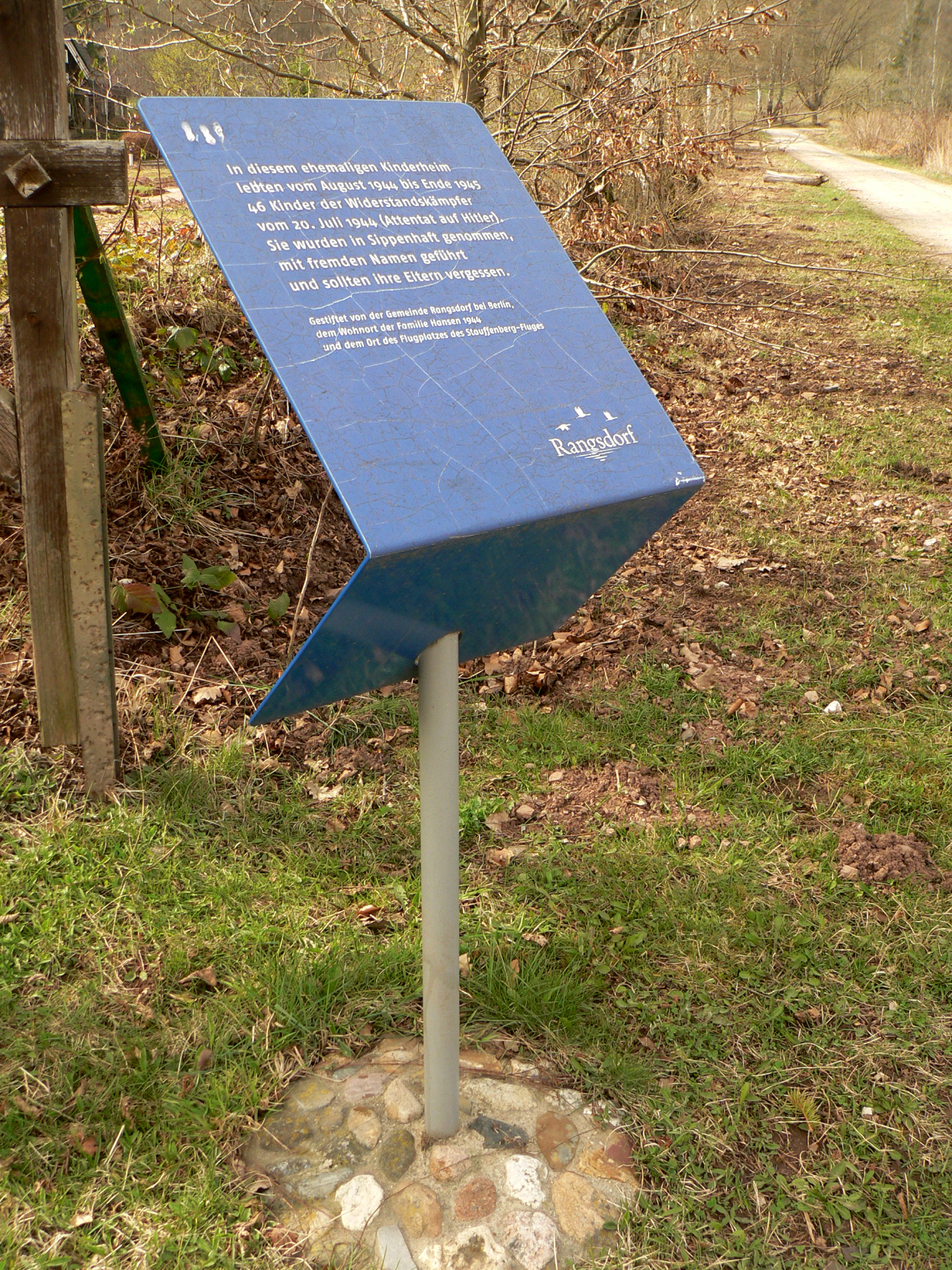
2011 aufgestellte Erinnerungstafel am Gelände des früheren Kinderheims, die von der Gemeinde Rangsdorf als dem Ort des Flugzeugstarts am 20. Juli 1944 zum Attentatssort gestiftet wurde
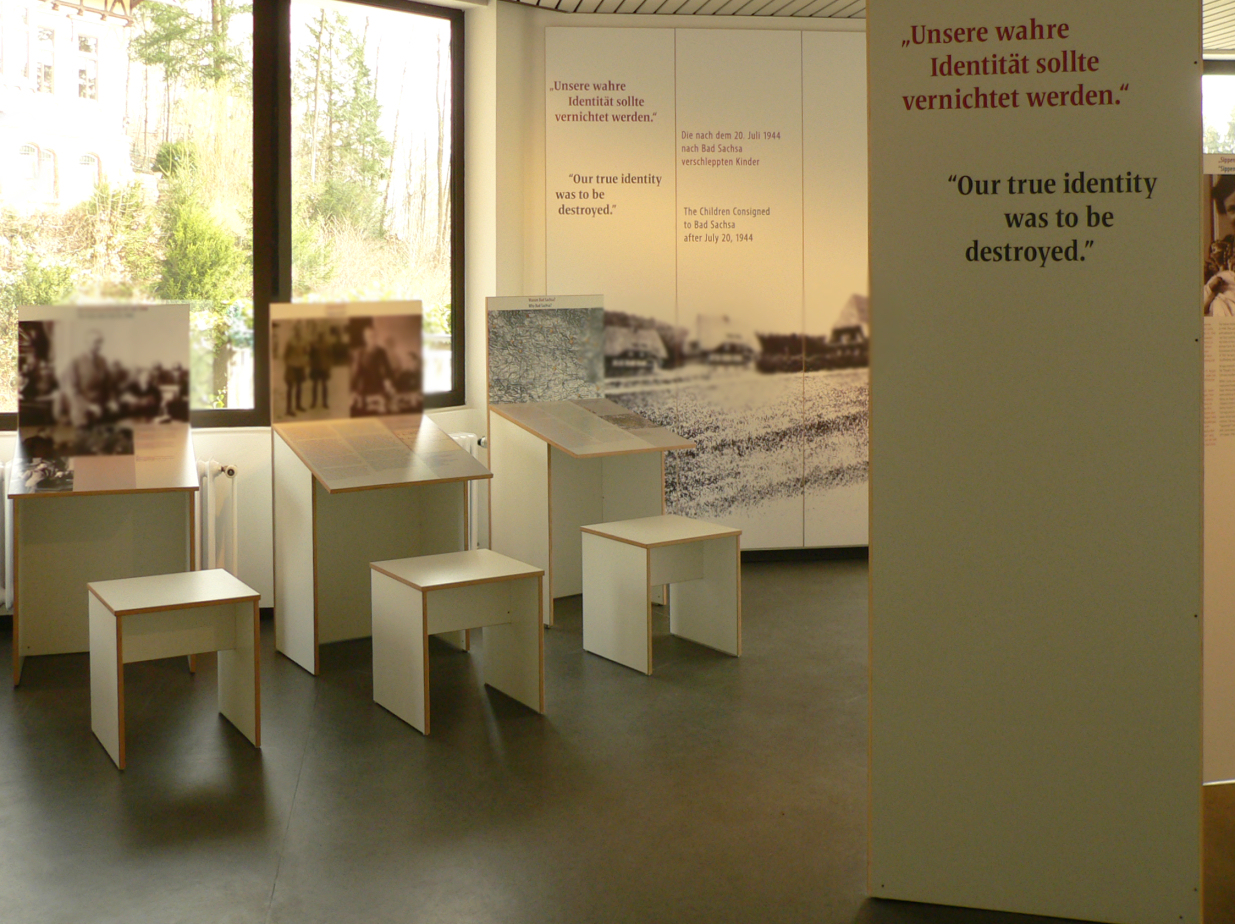
Dauerausstellung in Bad Sachsa seit 2016

## Filmdokumentationen
- Verschleppt – Die Kinder des 20. Juli, Dokumentation ZDF, (42 Minuten), 2020, abrufbar bis 1. August 2024[29]
- Michael Heuer: Hitlers Zorn – Die Kinder von Bad Sachsa, Dokumentation NDR, (60 Minuten), 2022, abrufbar bis 20. Juli 2026[30][31]